# Cyrioctea aschaensis
Cyrioctea aschaensis là một loài nhện trong họ Zodariidae.
Loài này thuộc chi Cyrioctea. Cyrioctea aschaensis được Schiapelli & Gerschman miêu tả năm 1942.